# جان آرنولد (فیلم‌بردار)
جان آرنولد (انگلیسی: John Arnold; ۱۶ نوامبر ۱۸۸۹ – ۱۱ ژانویهٔ ۱۹۶۴) فیلم‌بردار اهل ایالات متحده آمریکا بود.

## نگارخانه

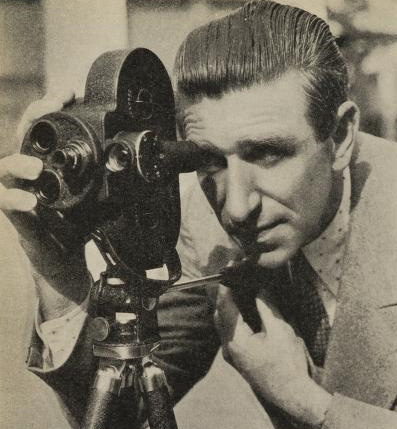
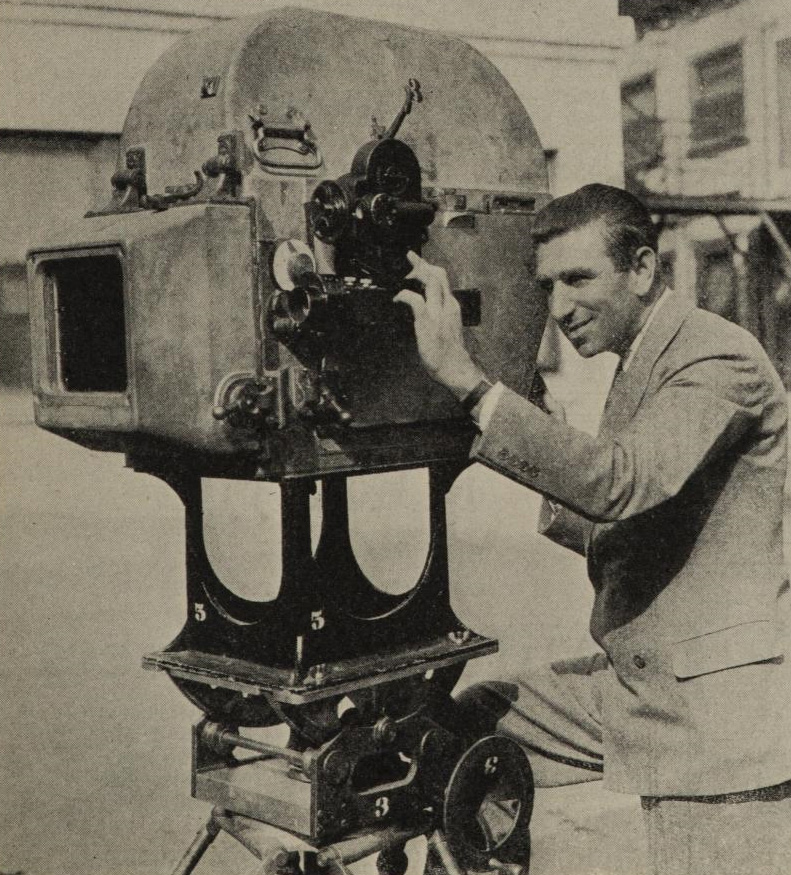
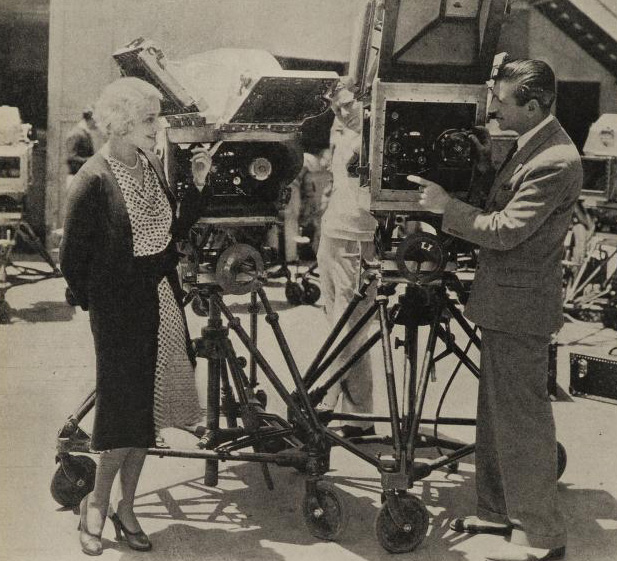
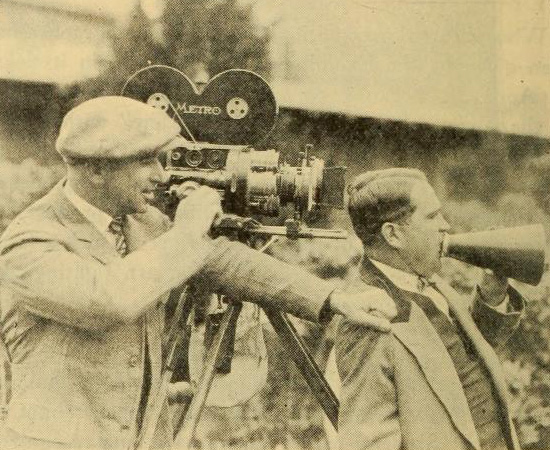
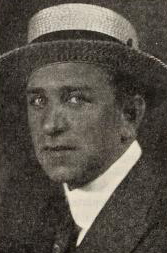

## فیلم‌شناسی
- بید مجنون
- مه
- وحی
- جشن بزرگ
- پاریس
- نمایش
- نمایش مردم
- باد
- باغ عدن
- کارآگاهان
- نمایش هالیوود ۱۹۲۹
- نوای برادوی